# 八乃翼
八乃翼（日語：八乃つばさ，1995年9月30日—），日本AV女優。所屬事務所是Allpro。

## 簡歷
2017年12月以MOODYZ的專屬女優身分在AV界出道。
2018年4月脫離專屬身分，成為企劃單體女優。

## 人物
興趣是運動。

## 外部連結
- 八乃翼的X（前Twitter）（2018年5月30日 - ）
- 八乃翼的Instagram帳戶